# Нанхэдское кладбище
Нанхэдское кладбище (в прошлом кладбище Всех святых) — наименее известное и посещаемое из кладбищ Магической семёрки в Лондоне. Расположено на юге города.
Открыто в 1840 году на окраине викторианского Лондона. Первым на кладбище в октябре 1840 года был захоронен Карл Эббот, 101-летний бакалейщик из Ипсвича. В среднем за год производилось до 2 000 захоронений.
Художественный интерес представляют памятники на могилах состоятельных горожан, которые контрастируют со скромными надгробьями людей попроще. К середине XIX века кладбище было почти полностью заполнено, захоронения на нём в настоящее время не проводятся. После реставрации открыто для посещения в 2001 году.

## Известные личности, похороненные на кладбище
- Фредерик Абель, английский химик